# Açoreira
Açoreira es una freguesia portuguesa del municipio de Torre de Moncorvo, con 23,97 km² de superficie y 526 habitantes (2001). Su densidad de población es de 21,9 hab/km².